# Rumunská (Praha)
Rumunská ulice na Vinohradech a na Novém Městě v Praze spojuje Sokolskou ulici a Náměstí Míru. Nazvána je na počest Rumunska. Je na ní důležitá silnice v síti pozemních komunikací v Praze, vede ze severojižní magistrály na Náměstí Míru.

## Budovy, firmy a instituce
- nábytek Cult Design – Rumunská 1[2]
- pobočka Zásilkovny – Rumunská 4[3]
- čínská restaurace Hua Long Zhai – Rumunská 17[4]
- realitní kancelář Pama – Rumunská 27[5]
- restaurace Na Pasece – Rumunská 32[6]